# Петровское городское поселение
Петро́вское городское поселение — муниципальное образование в восточной части Гаврилово-Посадского района Ивановской области.
Административный центр — посёлок городского типа Петровский.

## История
Петровское городское поселение образовано 11 января 2005 года в соответствии с Законом Ивановской области № 4-ОЗ.

## Население
| 2002  | 2010  | 2011  | 2012  | 2013  | 2014  | 2015  |
| ----- | ----- | ----- | ----- | ----- | ----- | ----- |
| 5213  | ↘4495 | ↘4466 | ↘4369 | ↘4352 | ↘4283 | ↘4232 |
| 2016  | 2017  | 2018  | 2019  | 2020  | 2021  |       |
| ↘4137 | ↗4144 | ↘4050 | ↘3988 | ↘3902 | ↘3066 |       |

## Состав городского поселения
| №  | Населённый пункт | Тип населённого пункта      | Население |
| -- | ---------------- | --------------------------- | --------- |
| 1  | Вывозиха         | деревня                     | ↗7        |
| 2  | Ганшино          | деревня                     | ↘0        |
| 3  | Доутрово         | деревня                     | →16       |
| 4  | Костромиха       | село                        | ↗206      |
| 5  | Крутицы          | село                        | ↘12       |
| 6  | Липовая Роща     | село                        | ↘971      |
| 7  | Марково          | деревня                     | →0        |
| 8  | Морозово         | деревня                     | ↗292      |
| 9  | Нови             | деревня                     | ↘0        |
| 10 | Петрово-Городище | село                        | ↗312      |
| 11 | Петровский       | пгт, административный центр | ↘1883     |
| 12 | Путятино         | деревня                     | ↘18       |
| 13 | Санково          | село                        | ↗32       |
| 14 | Тимерево         | деревня                     | ↗9        |
| 15 | Уронда Малая     | деревня                     | ↘2        |
| 16 | Урусобино        | деревня                     | ↗77       |
| 17 | Черницыно        | деревня                     | ↗6        |
| 18 | Шатры            | деревня                     | ↗12       |

## Транспорт
Через поселение проходит железнодорожная ветка Иваново — Москва. Станция в посёлке Петровский.

## Экономика
Градообразующим предприятием является спиртзавод «Петровский».